# Zaudaika, Prîlukî
Zaudaika (în ucraineană Заудайка) este un sat în comuna Obîciv din raionul Prîlukî, regiunea Cernihiv, Ucraina.

## Demografie
Componența lingvistică a localității Zaudaika
     Ucraineană (98,81%)
     Rusă (1,19%)
Conform recensământului din 2001, majoritatea populației localității Zaudaika era vorbitoare de ucraineană (98,81%), existând în minoritate și vorbitori de rusă (1,19%).